# F.L.Y.
F.L.Y. war eine lettische Musikgruppe, die aus den Musikern Mārtiņš Freimanis, Lauris Reiniks und Yana Kay bestand und 2003 beim Eurovision Song Contest teilnahm.

## Bandgeschichte
Nach einer After-Show-Party der nationalen Vorentscheidung zum Eurovision Song Contest 2002, kam Mārtiņš Freimanis eine Idee für den Wettbewerb 2003: Warum nicht mehrere einzelne Künstler gemeinsam?
Im Herbst 2002, während eines vom lettischen Rundfunk veranstalteten Golfturniers, begannen Mārtiņš Freimanis, Lauris Reiniks und Yana Kay über eine gemeinsame Gruppe nachzudenken und so wurde F.L.Y. geboren. Ihr Song Hello from Mars wurde von Feimanis und Reiniks geschrieben und kurz darauf aufgenommen.
Jedes Mitglied von F.L.Y. hat seine eigene, erfolgreiche Musikkarriere. Yana Kay und Lauris Reiniks sind Solokünstler, die je ein Album veröffentlicht haben, während Mārtiņš Freimanis Frontsänger der Band Tumsa Tumsa war, die insgesamt drei Alben verbuchte.
Kay, Reiniks und Freimanis haben sich alle mehrmals bei den lettischen Vorentscheiden versucht, aber der Durchbruch, das heißt ihre Chance, Lettland beim Eurovision Song Contest zu vertreten, kam im Jahr 2003 als Gruppe.
Nachdem sie viel Zeit gemeinsam beim Promoten ihres Songs verbracht hatten, wuchs F.L.Y. mehr zusammen und sie schrieben neue Songs. Das Ergebnis war ein Album, das im Mai 2003 in Lettland veröffentlicht wurde.
Mārtiņš Freimanis verstarb im Alter von 33 Jahren am 27. Januar 2011.